# Добрович, Анатолий Борисович
Анатолий Борисович Добрович (8 августа 1933 года, Одеcса, СССР — 23 мая 2023 года, Ашкелон, Израиль) — русский поэт и бард еврейского происхождения, литературный критик и эссеист, по профессии врач-психиатр, автор стихотворных сборников и популярных книг по психологии и психотерапии. 

## Биография
Родился в Одессе, с начала 1960-х годов жил в Москве. Печатал научно-популярные статьи в журнале «Знание — сила». Был научным сотрудником в Институте психотерапии и клинической психологии. Кандидат медицинских наук.
С 1988 года — в Израиле (Бат-Ям, Ашкелон). Автор 13 популярных книг по психологии и психотерапии, поэтических сборников «Монолог» (Тель-Авив, 2000) и «Линия прибоя» (Иерусалим, 2003). Член редколлегии литературного журнала «22».
Сын — поэт и художник Евгений Хорват.

## Книги А. Б. Добровича по психологии и психотерапии
- Общение: наука и искусство. —  М.: Знание, 1978 и 1980. — С. 159. — 100000 экз.
- Фонарь Диогена: Из дневников психотерапевта. — М.: Знание, 1981. — С. 119. — 75000 экз.; звукозапись (читает В. Лебедева). — М.: Здоровье, 1986.
- Глаза в глаза. — М.: Московский рабочий, 1982. — С. 207. — 50000 экз.
- Беседы о половом воспитании. — М.: Знание, 1982. — С. 95. — 405230 экз.
- Кто в семье психотерапевт? — М.: Знание, 1985. — С. 80. — 536670 экз.
- Милые бранятся… — М.: Московский рабочий, 1986 и 1988. — С. 172. — 39000 экз. — ISBN 5-239-00008-5.
- Отрезвление: О психологических аспектах лечения хронического алкоголизма. — М.: Издательство МГУ, 1987. — С. 197. — 40000 экз.
- Воспитателю о психологии и психогигиене общения: Книга для учителя и родителей. — М.: Просвещение, 1987. — С. 205. — (Психологическая наука — школе): 187000 экз.
- Общение: наука и искусство. — М.: Яуза—Секачев, 1996. — С. 253. — (Психологическая культура), 25000 экз. — ISBN 5-87849-069-2 (Яуза). — ISBN 5-88923-043-3 (Секачев).
- Экзистенциал-гипотеза: К построению психофизической феноменологии в психиатрии. — Иерусалим: Издание автора, 1999. — C. 48. — 100 экз.
- До-сознательное и психопатология: очерки расстройств душевной жизни. — Самара: Бахрах-М, 2010. — С. 415. — (Психологи: XXI век). — 2000 экз. — ISBN 978-5-94648-077-2.
- Выбраться из депрессии. — Самара: Бахрах-М, 2010. — 3000 экз. — ISBN 978-5-94648-088-8.

## Поэтические сборники
- Монолог. Тель-Авив (авторское издание), 2000. — 162 стр.
- Линия прибоя (стихи разных лет). Иерусалим: Verba Publishers, 2003. — 155 стр.
- Остров Явь. Кдумим, 2005.